# 송 희공
송 희공(宋釐公, ? ~ 기원전 831년)은 중국 서주 시대의 인물로, 제8대 송공이다. 성은 자(子), 휘는 거(擧)이다.
7대 송공 송 여공의 아들로, 아버지가 죽은 후 그 뒤를 이었다.

## 가계
- 송 여공
  - 송 희공
    - 송 혜공